# Рафаель Боб-Ваксберг
Рафаель Метью Боб-Ваксберг (англ. Raphael Matthew Bob-Waksberg, 17 серпня 1984) — американський комік, письменник, продюсер, актор і актор озвучування. Він відомий як творець і шоураннер анімаційного комедійного серіалу «Кінь БоДжек» на Netflix і мультсеріалу «Скасувати минуле» на Amazon Prime Video. Він також є виконавчим продюсером мультсеріалу «Тука та Берті» на Netflix / Adult Swim, створеного художницею-постановницею «Коня БоДжека» Лізою Ганавалт.

## Раннє життя
Боб-Ваксберг виріс у Пало-Альто, Каліфорнія разом зі своїми двома сестрами, Беккі та Амалією.

Його сім'я глибоко пов'язана з єврейською громадою, і Боб-Ваксберг був вихований євреєм. Приблизно з 1982 до 2010 року його мати та бабуся тримали магазин сувенірів і книг про юдаїзм під назвою Bob & Bob Fine Jewish Gifts and Books.  Його батько, Девід Ваксберг, допомагав російськомовним євреям емігрувати до Сполучених Штатів і є генеральним директором Jewish LearningWorks, центру релігійної освіти в Сан-Франциско.  Його батько сказав: "Коли друг запитав мене про ["Коня БоДжека"] після першого сезону, я сказав, що це про тшува". На запитання про те, як його культура вплинула на його мистецтво, Боб-Ваксберг відповів: «Ставити мені це запитання — все одно, що питати рибу, наскільки на неї вплинуло перебування у воді». В інтерв'ю для Times of Israel він фактично говорить, що його родина сприймала комедію як життєздатну кар'єру, кажучи так: 
Гумор був великою частиною мого дитинства. У моїй родині було багато коміків. Ми сиділи за обіднім столом і намагалися переграти одне одного. Інколи це закінчувалося сльозами, але зазвичай сміхом… Вдома панувала тепла та обнадійлива атмосфера. Моя самоненависть і невротизм не пов'язані з моїм вихованням.
 У 9 років він отримав прізвисько «Райзін» і наполягав на цьому імені до 22 років.
Він жив неподалік від Лізи Ганавалт, котра стала його співавторкою та близькою подругою. Вони разом, з різницею в один клас, навчалися в середній школі Ганна, яку Боб-Ваксберг описав як «одну з тих шкіл, де, якщо ви не взяли п'ять поглиблених курсів і не отримали 1600 на SAT, то вас вважали невдахою».
У 2019 році Боб-Ваксберг скаржився, що старшокласники вважали його «клоуном класу», а не «найсмішнішим». На запитання про те, в чому різниця, він пояснив: «„Класний клоун“ — це щось на зразок „Ааааа, подивіться на мене, подивіться на мене!“ Тоді як „найсмішніший“ — це як „О, яка витончена дотепність“».  В іншому інтерв'ю він казав так: «У дитинстві у мене був СДУГ і часто виконував роль клоуна в класі. Мої вчителі казали моїй мамі: „Рафаель вважає, що він справжній комік“».
Після закінчення середньої школи Боб-Ваксберг вступив до Бард-коледжу в Нью-Йорку вчитися на сценариста. Протягом 3 років, імовірно під час навчання в коледжі, він був сусідом по кімнаті з Адамом Коновером, творцем і ведучим серіалу «Адам руйнує все».  Коновер і Боб-Ваксберг були засновниками комедійної скетч-групи Olde English. Боб-Ваксберг отримав диплом за спеціальністю «Театр і вистава» у 2006 році.[джерело?]

У дитинстві на нього вплинули такі телепередачі, як «Сімпсони», «Сайнфелд» і «Шоу Ларрі Сандерса»; про це Боб-Ваксберг сказав так:
Мене дуже зворушували шоу, які поєднували в собі і смішне, і сумне. Пам'ятаю, мені подобалися епізоди «Сімпсонів», у яких центральними були емоції. І я думав, що такі сімейні ситкоми, як Full House, Growing Pains і Family Ties [моделі для вигаданого ситкому Horsin' Around у серіалі «Кінь БоДжек»] справді є чимось сильним. Було щось чудове в їхній банальності та теплоті.
Мистецтво Ганавальт, зокрема її персонажі-гібриди тварин і людей, надихнуло його створити «Коня БоДжека», і зрештою вона стала художницею-постановницею і продюсеркою шоу.

## Фільмографія

### Сценарист
- Olde English Comedy: Sketch Pilot, режисер Olde English (2008) — телевізійна пілотна серія
- The Exquisite Corpse Project, режисер Бен Попік (2012)
- Врятуй мене — серіал, 1 серія (2013)
- Кінь БоДжек — серіал, 77 серій (2014—2020) — також автор
- The LEGO Movie 2 - A New Adventure (The Lego Movie 2: The Second Part), режисер Майк Мітчелл (2018) — не акредитований
- Тука та Берті — серіал, 1 серія (2019)
- Скасувати минуле — серіал, 4 серії (2019) — також співавтор

### Актор
- Olde English Comedy: Sketch Pilot, режисер Olde English (2008) — телевізійна пілотна серія
- Дитяча лікарня — серіал, 1 серія (2011)
- Адам руйнує все — серіал, 1 серія (2015)
- Кінь БоДжек — серіал, 11 серій (2014—2020)

### Монтажник
- Olde English Comedy: Sketch Pilot, режисер Olde English (2008) — телевізійна пілотна серія
- The Exquisite Corpse Project, режисер Бен Попік (2012)

### Режисер
- Olde English Comedy: Sketch Pilot, з Olde English (2008) — пілотний епізод для телебачення

### Продюсер
- Кінь БоДжек — серіал, 77 серій (2014—2020)
- Тука та Берті  — серіал, 10 серій (2019)

## Телебачення
| Назва            | Рік         | Вказаний як | Вказаний як | Вказаний як | Вказаний як         | Мережа                                             | Примітки                                                                            |
| Назва            | Рік         | Озвучувач   | Автор       | Сценарист   | Виконавчий продюсер | Мережа                                             | Примітки                                                                            |
| ---------------- | ----------- | ----------- | ----------- | ----------- | ------------------- | -------------------------------------------------- | ----------------------------------------------------------------------------------- |
| Кінь БоДжек      | 2014–2020   | Так         | Так         | Так (11)    | Так                 | Netflix                                            | Повторювана роль                                                                    |
| Тука та Берті    | 2019–тепер  | Так         | Ні          | Так (2)     | Так                 | - Netflix (Сезон 1) - Adult Swim (Сезон 2 - тепер) | Netflix скасував серіал після одного сезону, але Adult Swim продовжив другий сезон. |
| Скасувати минуле | 2019– тепер | Так         | Так         | Так (4)     | Так                 | Amazon Prime Video                                 | Створено разом з Кейт Перді                                                         |